# 아먼드 밴 헬든

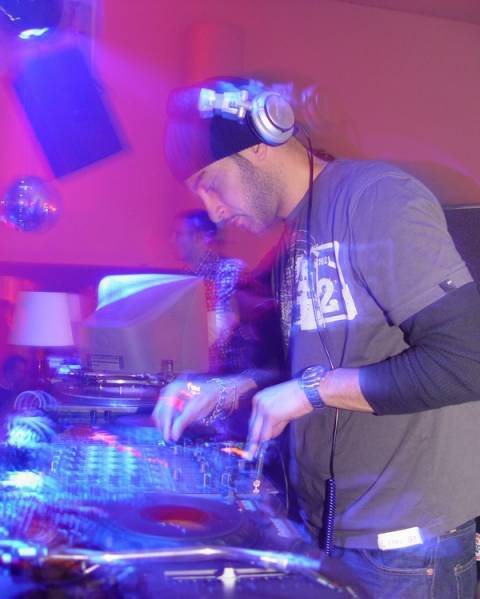
아먼드 밴 헬든

아먼드 밴 헬든(Armand Van Helden, 1970년 2월 16일 ~ )은 미국의 디스크자키이다.